# 境澤賢一
境澤 賢一（さかいざわ けんいち、1983年4月11日 - ）は、埼玉県さいたま市南区（旧浦和市）出身で尾上部屋（入門時は三保ヶ関部屋）に所属した元大相撲力士。本名同じ、愛称はケンイチ。身長189cm、体重162kg、血液型はA型。得意手は右四つ、寄り。最高位は西前頭15枚目（2008年3月場所）。2011年の大相撲八百長問題にて引退勧告を受け、引退した。

## 来歴
浦和市立沼影小学校で相撲を始めた。浦和市立内谷中学校在学中に鳥取城北高等学校からスカウトがあり、中学3年時に鳥取市立西中学校に転校、翌年同高校に入学した。高校卒業後は、日本大学経済学部に入学した。大学の同級生には、学生横綱となった下田圭将らがいた。1学年下の山本山は大学の後輩であり同じさいたま市出身者である。
2006年3月場所に初土俵を踏み、翌5月場所は7戦全勝で序ノ口優勝。7月場所の序二段でも7戦全勝であったが、松谷に敗れ連続優勝を逃した。その後も順調に番付を上げ、2007年1月場所では西幕下19枚目で7戦全勝で優勝。さらに3月場所では西幕下2枚目で5勝2敗の成績を残し、旭富士に並ぶ史上2位タイの所要7場所でのスピード新十両昇進がなるかと思われたが、事実上の入れ替え戦となる7番相撲で玉力道戦に敗れ、西十両11枚目で6勝9敗の旭南海との勝敗の比較で見劣ると審判部に判断され十両昇進はならなかった。
しかし、翌5月場所では東幕下筆頭で勝ち越し、小錦、把瑠都に並ぶ史上3位タイの所要8場所での十両昇進を果たした。翌7月場所はケガで途中休場するもガッツで再出場し、負け越しを1点でとどめた。そのケガの影響が残り9月場所も7勝8敗と負け越したが、11月場所は13勝2敗で日大の後輩である市原との優勝決定戦を制し十両優勝を果たした。
2008年1月場所では、東十両3枚目で9勝6敗と勝ち越し、新入幕が決定した。しかし、新入幕の同年3月場所は7日目の対垣添戦で、垣添の突っかけにより土俵下に転落した際に足を痛め、さらに2度目の立合いで一気に当たられて脳震盪を起こし、結局この取り組みにおける両膝と両足首の怪我による途中休場により1場所で十両陥落となってしまい、陥落の5月場所も不調で同年7月場所には幕下陥落となった。しかも東十両9枚目で9点の負け越しながら1場所での十両復帰が困難となる東幕下6枚目まで番付を落とされた（参考までに7月場所境澤と同地位で2勝13敗だった片山の9月場所の番付は西幕下5枚目であった）。幕下陥落後は本調子ではないながらも7、9月と2場所連続で勝ち越し、11月場所での十両復帰が決定した。
2011年の大相撲八百長問題では、特別調査委員会が八百長に関与したと認められ、4月1日の相撲協会臨時理事会の結果、引退勧告を受けた。4月5日に尾上親方に連れられ、同部屋の白乃波寿洋、山本山龍太と揃って代理人を通さずに自ら引退届を提出し、受理された。境澤は「やってません。だけど土俵上で相撲が取れないのなら意味がない。力士が安心して相撲を取れる環境を作ってほしい。やってないということを人生を懸けて言い続ける」と両国国技館前で号泣しながらコメントした。9月3日、東京プリンスホテルにて山本山、白乃波と合同で断髪式が行われた。
2012年4月から、友人の紹介で埼玉県内の出版社への再就職を果たし、営業職を務めている。

## エピソード
- 2006年5月場所に日大の同期である下田が幕下付出（15枚目格）で初土俵を踏み、幕下優勝を果たし、十両昇進を確実視されていた。この場所、境澤も序ノ口優勝を果たしており、優勝インタビューでは「下田が先に関取に上がるが、自分も早く追いつけるように頑張りたい」と語っていた。しかし、下田はこの場所後の十両昇進を見送られ、以降はケガなどもあり結局十両に上がれないまま引退した。一方、境澤本人はスピード出世を続け、十両に昇進することになった。
- 前述のように玉力道に敗れて十両昇進を逃したが、十両昇進後は2戦2勝である。玉力道はその取組において2度とも負傷し、2度目の対戦時の負傷が原因となって幕下陥落が確実となった。
- 体が柔軟であり、多くの力士が苦労する股割りも難なくこなしたという。
- 2008年3月場所7日目の垣添戦においては、立合い時に激しくぶつかった際脳震盪を起こしてしまう（VTRでは境澤が一瞬立ち遅れているようにも見える）。この脳震盪は一時的にではあるが極めて重篤な症状であり、垣添とぶつかった瞬間に境澤は腰から落ち、そのまま意識混濁して全く立ち上がれなくなってしまった。息遣い荒く土俵にふす彼をたまらず垣添が手を貸し起こそうとするが到底起き上がることができず、呼び出しが3人がかりで何とか土俵からおろした。力士は、たとえ土俵上で大きなケガをしても人前（客の前）では痛がらず、そつなく土俵作法をこなすことが美徳とされている向きがあり[7]、土俵上で力士が（それも鍛え上げられた幕内力士が）動けなくなると言う事態に陥るケースは非常に珍しい。あまりの事態に解説の北の富士も境澤の倒れた直後に「あ、ダメだ…」とつぶやきしばし絶句、アナウンサー以下その他の放送陣も一瞬言葉を飲んでしまった。この取組後、垣添はしばらく境澤を見守っていたが、行司に促され、対戦相手に向き合うことなく1人で礼をするという、これもまた珍しい光景となった。しかしやはりその後の土俵下においてもなお境澤の様子が気が気ではなかったらしく、落ち着かないようなそぶりを見せ、アナウンサーに「勝ち名乗りを受けた垣添も心配そうな表情です」と報じられた。結局境澤はこの相撲で両足の関節を痛め翌日から休場した。
- 1996年に放送されていたテレビ朝日『かざあなダウンタウン』の「少年力士と闘いましょう」の企画に少年力士として出演し、今田耕司らと相撲対戦をした。
- 前述のケガや八百長問題のため、幕内で皆勤できずに引退した。これは1926年5月場所の兼六山鉄太郎（全休）、2002年3月場所の鳥羽の山喜充（1不戦敗14休）に続く記録である(後に皇風俊司も記録(5勝8敗2休))。

## 主な成績

### 通算成績
- 通算成績：199勝149敗15休 勝率.572
- 幕内成績：3勝5敗7休 勝率.375
- 現役在位：30場所
- 幕内在位：1場所

### 各段優勝
- 十両優勝：1回（2007年11月場所）
- 幕下優勝：1回（2007年1月場所）
- 序ノ口優勝：1回（2006年5月場所）

### 場所別成績
| | 一月場所 初場所（東京） | 三月場所 春場所（大阪） | 五月場所 夏場所（東京） | 七月場所 名古屋場所（愛知） | 九月場所 秋場所（東京） | 十一月場所 九州場所（福岡） |
| --- | ----------------------- | ----------------------- | ----------------------- | --------------------------- | ----------------------- | --------------------------- |
| 2006年 （平成18年） | x                       | （前相撲）              | 西序ノ口16枚目 優勝 7–0 | 西序二段21枚目 7–0          | 西三段目27枚目 6–1      | 西幕下46枚目 6–1            |
| 2007年 （平成19年） | 西幕下19枚目 優勝 7–0   | 西幕下2枚目 5–2         | 東幕下筆頭 5–2          | 西十両10枚目 7–6–2          | 西十両11枚目 7–8        | 東十両13枚目 優勝 13–2      |
| 2008年 （平成20年） | 東十両3枚目 9–6         | 西前頭15枚目 3–5–7      | 東十両9枚目 3–12        | 東幕下6枚目 4–3             | 西幕下3枚目 5–2         | 東十両9枚目 9–6             |
| 2009年 （平成21年） | 東十両5枚目 6–9         | 東十両10枚目 10–5       | 西十両3枚目 6–9         | 東十両8枚目 5–4–6           | 東十両14枚目 9–6        | 西十両7枚目 6–9             |
| 2010年 （平成22年） | 西十両12枚目 10–5       | 東十両5枚目 5–10        | 西十両8枚目 8–7         | 東十両7枚目 7–8             | 西十両7枚目 7–8         | 東十両9枚目 10–5            |
| 2011年 （平成23年） | 西十両3枚目 7–8         | 八百長問題 により中止   | 西十両4枚目 引退 –      | x                           | x                       | x                           |
| 各欄の数字は、「勝ち-負け-休場」を示す。 優勝 引退 休場 十両 幕下 三賞：敢=敢闘賞、殊=殊勲賞、技=技能賞 その他：★=金星 番付階級：幕内 - 十両 - 幕下 - 三段目 - 序二段 - 序ノ口 幕内序列：横綱 - 大関 - 関脇 - 小結 - 前頭（「#数字」は各位内の序列） |                         |                         |                         |                             |                         |                             |

引退時の番付は2011年2月28日発表の順席による

### 幕内対戦成績
| 力士名 | 勝数 | 負数 | 力士名 | 勝数 | 負数 | 力士名 | 勝数 | 負数 | 力士名 | 勝数 | 負数 |
| ------ | ---- | ---- | ------ | ---- | ---- | ------ | ---- | ---- | ------ | ---- | ---- |
| 皇司   | 0    | 1    | 垣添   | 0    | 1    | 豊響   | 0    | 1(1) | 豊真将 | 0    | 1    |
| 嘉風   | 1    | 0    | 龍皇   | 1    | 0    | 若麒麟 | 1    | 0    |        |      |      |